# Генеральний військовий суд
Генеральний військовий суд (Генеральний суд) — найвища судова установа Гетьманщини в 17-18 століттях.
Суд виник під час національно-визвольної війни українського народу під проводом Богдана Хмельницького 1648-57 років. Підпорядковувався гетьманові. Розглядав справи про вбивства, грабежі, підпали маєтків. Найважливіші справи (наприклад, злочини проти Гетьманщини, невиконання розпоряджень гетьмана та інше) та суд над генеральною військовою і полковою старшиною розглядались у Генеральному військовому суді членами генеральної старшини. Був найвищою апеляційною інстанцію для полкових і сотенних судів. Рішення Генерального військового суду могло бути оскаржене у гетьмана.
За гетьманства Кирила Розумовського складався з 12 членів — 2 генеральних судді і 10 виборних членів. Офіційно діяв до утворення намісництв (1782 — 83 роки), а фактично існував до 1790 року.